# Ricardo Delgado Nogales
Ricardo Delgado Nogales (Ciudad de México, 13 de julio de 1947), es un ex boxeador mexicano, ganador de la medalla de oro en los Juegos Olímpicos de México 1968, en la categoría de peso mosca de 48 a 51 kg. Como profesional, su carrera boxística no fue tan fructífera obligándolo al retiro con 14 ganados, 12 derrotas y 5 empates.
Delgado, conocido en los cuadriláteros como “el Picoso” por su forma de “calentarse” ante cualquier insinuación, llegó a la cita olímpica con récord impresionante de 125 triunfos y cuatro derrotas: ante el cubano Luis Sessé, en la final de los Juegos Centrocaribeños San Juan 66, frente a Roberto Cervantes en la final nacional al año siguiente, contra el panameño Orlando Amores, y frente al polaco Olech, en un torneo con sede en Varsovia (1968).
Fue tricampeón nacional entre 1964 y 1966 perdiendo el cetro un año después, y pese a su impresionante palmarés que asombraba al mundo del amateurismo, los entrenadores polacos de la selección preolímpica mexicana, Enrique Nowara y Casimiro Mazek dudaban de su capacidad, por lo que le programaron dos peleas contra Roberto Cervantes, y “el picoso” salió de los encordados con los brazos en alto.
Ricardo recibió numerosos homenajes y reconocimientos. El presidente Gustavo Díaz Ordaz invitó a los boxeadores que ganaron presea olímpica a un desayuno para regalarles un reloj de oro, un juego de plumas y una casa, la de Ricardo se ubica en la Unidad Aragón.
Delgado Nogales, quien nació en la capital mexicana el 13 de julio de 1947, radica actualmente en Cancún, donde incluso, una arena boxística donde se programan combates profesionales, lleva su nombre.